# Pokémon (anime)
Pokémon is een Japanse animatieserie (kort: anime) voor de jeugd, gebaseerd op de gelijknamige videospellen. De tekenfilmserie bestaat sinds 1997 in Japan. De verhaallijn van de reeks volgt de  videospellen en de aanvullingen die daarop zijn uitgebracht.

## Verhaal
De serie volgt de jongen Ash uit het dorp Pallet Town. Toen hij tien jaar werd, mocht hij voor het eerst trainer van Pokémon worden en zijn eerste Pokémon ophalen bij professor Oak. Maar hij verslaapt zich en komt te laat om uit een van de starters (Bulbasaur, Charmander en Squirtle) te kiezen. Omdat hij toch heel graag aan zijn Pokémonreis wil beginnen, krijgt hij van professor Oak uiteindelijk toch een Pokémon mee: Pikachu. Deze Pokémon is echter niet bepaald gehoorzaam en het zal een moeilijke taak voor Ash worden om zijn vertrouwen te winnen.
Van professor Oak krijgt Ash ook een PokéDex mee, een elektronische encyclopedie met daarin gegevens over alle momenteel voorkomende Pokémon uit de Kanto-regio. Onderweg ontmoet Ash een meisje genaamd Misty. Na een akkefietje hebben de twee een moeizame verhouding, maar ze besluiten toch reisgenoten te worden. In Pewter City gaat Ash in competitie met gymleider Brock en hij wint de strijd. Ook Brock besluit met Ash mee te gaan en laat zijn gym achter bij zijn vader. Tezamen met Pikachu gaan de drie op weg naar de Indigo League op het Indigo Plateau.

### Format
Elke aflevering heeft een speelduur van gemiddeld tweeëntwintig minuten en speelt zich af rond het hoofdpersonage Ash en zijn Pokémonvriend Pikachu. Meestal vergezeld door twee andere mensen van zijn eigen leeftijd, reist het gezelschap door een regio deelnemend aan het kampioenschap der Pokémon, getiteld de Pokémon League. Per regio zijn er acht steden of dorpen waarin speciale wedstrijden gehouden worden vergelijkbaar met een combinatie van de Olympische Spelen en hanengevechten. Bij het winnen van zo'n wedstrijd ontvangt de winnaar een badge, waarvan er in totaal acht per regio te verzamelen zijn. Bij het completeren van de verzameling verdient de deelnemende het recht om mee te doen aan de landelijke kampioenschappen. Onderweg wordt het viertal gevolgd door Team Rocket, een misdadig stel - deel van een grotere, misdadige organisatie - bestaande uit Jessie en James, een vrouw en een man van rond de achttien en hun pratende, dierlijke bondgenoot Meowth. Dit trio heeft het niet bijster goed voor met de reisgenoten.

### Uitzendgegevens
Pokémon is online te bekijken via Netflix.
Uitzendgegevens van Nederland:
- Fox Kids (oktober 1999[1] - 13 februari 2005)
- Jetix (14 februari 2005 - 31 december 2009)
- Disney XD (17 januari 2010 - 30 april 2025)
- RTL 7 (6 januari 2018 - 30 december 2020)
- Nickelodeon (6 maart 2021 - heden)
- Disney Channel (7 november 2022 - heden)

Uitzendgegevens van Vlaanderen (België):
- VT4 (6 september 1999[2] - 18 september 2012)
- VIER (19 september 2012 - 31 december 2015)
- VTM Kids (29 juni 2015  - 30 april 2021)
- Kadet (18 december 2015 - 22 december 2018)
- VTM (3 juli 2017 - 30 april 2021)
- Nickelodeon (6 maart 2021 - heden)
- Disney Channel (7 november 2022 - heden)

Uitzendgegevens van Frans België:
- Club RTL

Uitzendgegevens van Japan:
- TV Tokyo (1 april 1997 - heden)

## Afleveringen en subtitels
Elk seizoen bestaat uit ongeveer 52 afleveringen. Deze worden aangeduid met een internationaal gebruikte seizoenstitel.
| Seizoen | Seizoenstitel                                             | Afleveringen    | Opmerkingen | Regio                                            |
| ------- | --------------------------------------------------------- | --------------- | --- | ------------------------------------------------ |
| 01      | Pokémon: Indigo League                                    | 82 afleveringen | 2 verbannen afleveringen                                                                                                 | Kanto                                            |
| 02      | Pokémon: Orange Islands                                   | 36 afleveringen | 2 verbannen afleveringen                                                                                                 | Kanto / Orange                                   |
| 03      | Pokémon: The Johto Journeys                               | 41 afleveringen | | Johto                                            |
| 04      | Pokémon: Johto League Champions                           | 52 afleveringen | | Johto                                            |
| 05      | Pokémon: Master Quest                                     | 65 afleveringen | 1 verbannen aflevering                                                                                                   | Johto                                            |
| 06      | Pokémon: Advanced                                         | 40 afleveringen | | Hoenn                                            |
| 07      | Pokémon: Advanced Challenge                               | 52 afleveringen | | Hoenn                                            |
| 08      | Pokémon: Advanced Battle                                  | 54 afleveringen | 1 verbannen aflevering, 1 aflevering is nooit uitgebracht                                                                | Hoenn                                            |
| 09      | Pokémon: Battle Frontier                                  | 47 afleveringen | | Kanto                                            |
| 10      | Pokémon: Diamond and Pearl                                | 52 afleveringen | 1 verbannen aflevering                                                                                                   | Sinnoh                                           |
| 11      | Pokémon: Diamond and Pearl - Battle Dimension             | 52 afleveringen | | Sinnoh                                           |
| 12      | Pokémon: Diamond and Pearl - Galactic Battles             | 53 afleveringen | 1 verbannen aflevering                                                                                                   | Sinnoh                                           |
| 13      | Pokémon: Diamond and Pearl - Sinnoh League Victors        | 34 afleveringen | | Sinnoh                                           |
| 14      | Pokémon: Black & White                                    | 48 afleveringen | 1 verbannen losse aflevering, 1 losse aflevering is nooit uitgebracht                                                    | Unova                                            |
| 15      | Pokémon: Black & White - Rivaliserende Lotsbestemmingen   | 49 afleveringen | eerste Nederlandstalige subtitel (lokalisering)                                                                          | Unova                                            |
| 16      | Pokémon: Black & White - Avonturen in Unova en daarbuiten | 45 afleveringen | 1 losse aflevering, 2 verbannen losse afleveringen                                                                       | Unova / Kanto                                    |
| 17      | Pokémon: XY - Een nieuw Mega avontuur                     | 48 afleveringen | 1 special (met Nederlandstalige titelsong door Herman van Doorn)                                                         | Kalos                                            |
| 18      | Pokémon: XY - Ontdekkingsreis door Kalos                  | 45 afleveringen | 1 losse aflevering, 2 specials                                                                                           | Kalos                                            |
| 19      | Pokémon: XY&Z - Een reis door onbekend gebied             | 47 afleveringen | 2 losse afleveringen, 1 special                                                                                          | Kalos                                            |
| 20      | Pokémon: Zon & Maan                                       | 43 afleveringen | | Alola                                            |
| 21      | Pokémon: Zon & Maan Ultra avonturen                       | 48 afleveringen | | Alola                                            |
| 22      | Pokémon: Zon & Maan Ultra Legendes                        | 48 afleveringen | | Alola                                            |
| 23      | Pokémon: Reizen                                           | 48 afleveringen | Ash & Goh reizen doorheen alle 8 regio's, inclusief Galar. Soms komen ze Ash' oude reisgenoten, Pokémon en rivalen tegen | Kanto/Johto/Hoenn/Sinnoh Unova/Kalos/Alola/Galar |

### Films
Sinds 1998 wordt er jaarlijks een Pokémonfilm uitgebracht.

### Specials
Naast de gewone televisieserie is er een spin-offreeks getiteld Pokémon Chronicles (Pokémon Kronieken), een bundeling van diverse specials (op zichzelf staande afleveringen los van de vaste verhaallijn) verwerkt tot een gewoon televisieserieformaat. De serie is niet in Nederland uitgezonden.